# Grafo integral
En teoría de grafos, un grafo integral es un grafo cuyo espectro consiste enteramente de enteros. En otras palabras, un grafo es integral si todos los valores propios de su polinomio característico son enteros.
La noción fue introducida en 1974 por Harary y Schwenk.

## Ejemplos
- El grafo completo Kn es integral para todo n.
- El grafo vacío {\displaystyle {\bar {K}}_{n}} es integral para todo n.
- Entre los grafos cúbicos simétricos, el grafo de Petersen, el grafo de Nauru y el grafo de Desargues son integrales.